# Montgomery-busboycot

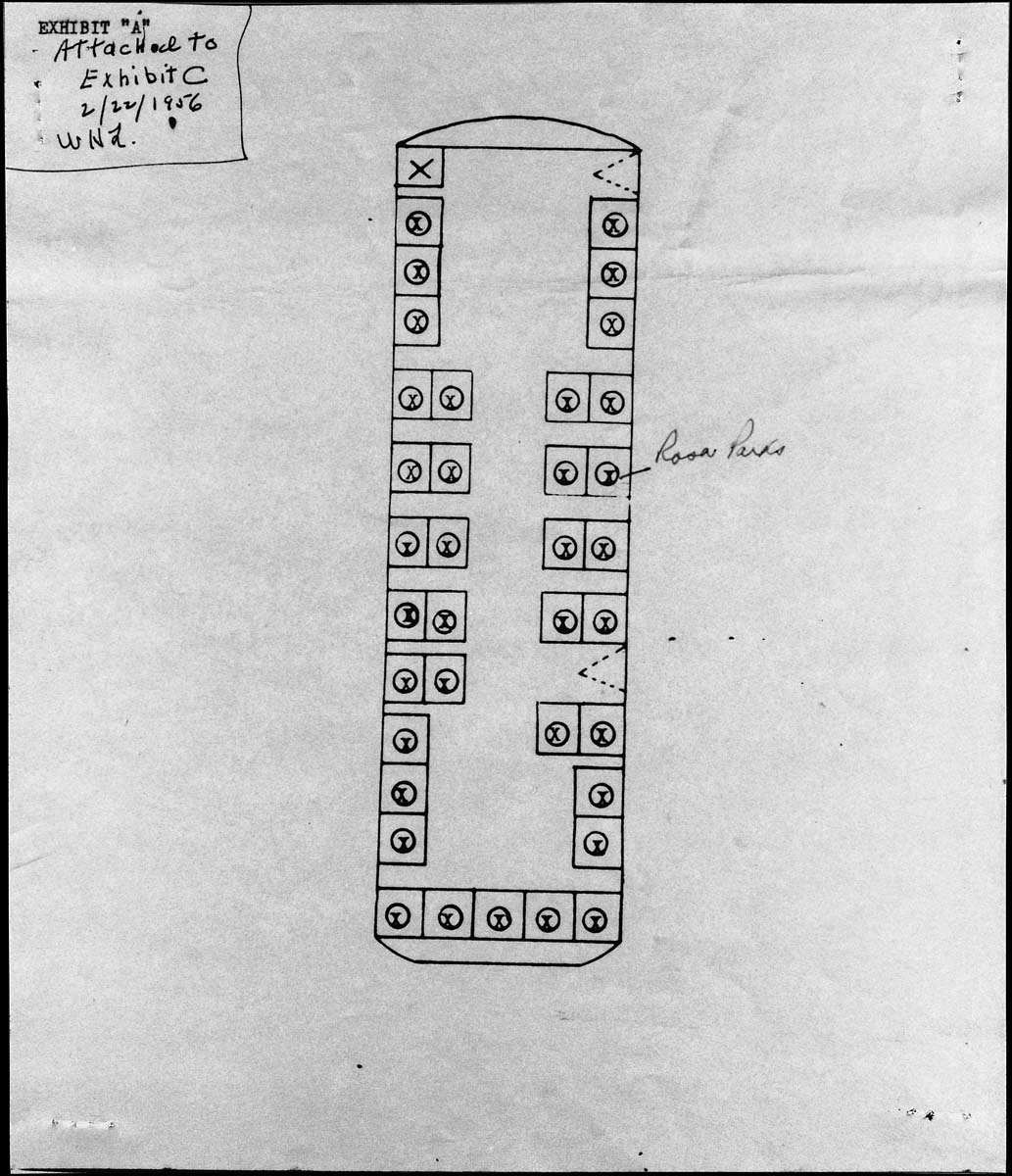
Busplattegrond, bewijsstuk in de rechtszaak m.b.t. de overtreding van Rosa Parks

De Montgomery-busboycot was een politiek protest in 1955 in Montgomery, Alabama bedoeld als protest tegen de racistische scheiding in het openbaar vervoer in de stad. De boycot leidde uiteindelijk tot een beslissing van het Amerikaanse Hooggerechtshof, dat in 1956 de rassenscheiding in bussen in Alabama ongrondwettelijk verklaarde.

## Aanleiding
Op donderdag 1 december 1955 werd Rosa Parks gearresteerd nadat ze in de bus als zwarte vrouw geweigerd had haar zitplaats af te staan aan een blanke man, zoals de toenmalige wet voorschreef. In Montgomery gold toen de wet dat de voorste zitplaatsen voor blanken waren gereserveerd. Bij drukte kon de buschauffeur eisen dat de zwarte passagiers naar achteren gingen, zodat er voor in de bus ruimte was voor de blanke passagiers. Overigens was de grens tussen voor en achter niet scherp gedefinieerd en bevond de stoel waarop Rosa Parks zat toen ze weigerde plaats te maken, zich in het grensgebied.
Parks werd schuldig bevonden en veroordeeld tot $10 dollar boete, alsook tot het betalen van $4 proceskosten. Parks ging tegen deze straf in beroep.
Op 9 december 1955 kreeg Jo Ann Robinson een telefoontje van Fred Gray, een van de twee zwarte advocaten in Montgomery. Gray informeerde Robinson dat Parks gearresteerd was. Die hele nacht werkte Robinson aan het maken van 50.000 strooibrieven, waarop te lezen stond:
Opnieuw is een zwarte vrouw gearresteerd en in de gevangenis gegooid omdat ze weigerde in de bus op te staan zodat een blanke kon gaan zitten. Dit is de tweede keer sinds de zaak Claudette Colvin dat een zwarte vrouw gearresteerd is voor hetzelfde feit. Dit moet stoppen. De zaak van de vrouw komt maandag voor. Wij vragen daarom iedere zwarte om maandag uit de bussen te blijven uit protest tegen de arrestatie en de rechtszaak. Neem niet de bus op weg naar het werk, naar de stad, naar school of waar dan ook naartoe op maandag...
De volgende ochtend werd tijdens een ontmoeting in een kerk met een nieuwe dominee in de stad, Martin Luther King, Jr., besloten tot een boycot van al het openbaar vervoer als een protest tegen de scheiding van rassen in bussen.

## Effect
De boycot bleek bijzonder effectief. Het openbaar vervoer verloor zoveel passagiers dat het leidde tot ernstige economische problemen. In plaats van met de bus te rijden, organiseerden mensen een carpool-systeem waarin vrijwilligers met auto's mensen naar verschillende bestemmingen brachten. Ook sommige blanken vervoerden hun zwarte personeel, al is onduidelijk of dit uit sympathie met het doel van de boycot gebeurde of uit eigenbelang. De stad Montgomery riep als een reactie verzekeringsmaatschappijen op om auto's die voor carpoolen werden gebruikt niet meer te verzekeren. De leiders van de boycot sloten daarop een overeenkomst op de verzekeringsmarkt Lloyd's of London.
Zwarte taxichauffeurs rekenden tijdens de boycot tien dollarcent per rit, een tarief vergelijkbaar met de prijs van een buskaartje. Het stadsbestuur beval hierop dat taxichauffeurs die minder dan 45 cent voor een rit vroegen een boete moesten krijgen. Andere boycotters gingen fietsen, lopen of verplaatsten zich liftend of zelfs per ezel om op hun bestemming te komen. Tijdens het spitsuur waren de voetpaden langs de wegen overvol, maar in de bussen zaten nauwelijks passagiers. Zwarte kerken uit het hele land zamelden geld in om de boycot te steunen door bijvoorbeeld schoenen aan te schaffen om versleten schoenen te vervangen.
Als reactie werden blanken massaal lid van de White Citizens' Council, een blanke beweging die net als de Ku Klux Klan soms geweld gebruikte. De huizen van Martin Luther King en Ralph Abernathy werden in brand gestoken en sommige boycotters werden gemolesteerd.
156 boycotters werden gearresteerd voor het "hinderen" van een bus op grond van een wet uit 1921. Een van de arrestanten was King. King werd veroordeeld tot 500 dollar boete of 386 dagen dwangarbeid. Het gevolg van dit vonnis was dat de boycot nationale aandacht kreeg.

## Overwinning
Uiteindelijk bevestigde het Hooggerechtshof van de Verenigde Staten een vonnis van een lagere rechtbank uit Alabama dat de raciale scheiding in bussen ongrondwettelijk noemde. De stad Montgomery bepaalde hierop dat zwarten in bussen konden zitten waar ze wilden. De boycot was een van de eerste overwinningen voor de burgerrechtenbeweging en maakte van Martin Luther King een nationale bekendheid.
In 2005 verscheen bij het Postbedrijf van de Verenigde Staten een postzegel om de Montgomery busboycot uit 1955 te herdenken.

## Engelstalige literatuur
- My Soul Is Rested, The Story Of The Civil Rights Movement In The Deep South, Howell Raines, ISBN 0-14-006753-1
- Parting The Waters; America In The King Years 1954-63, Taylor Branch, ISBN 0-671-46097-8
- Stride Toward Freedom, Martin Luther King Jr., ISBN 0-06-250490-8
- The Origins Of The Civil Rights Movement, Black Communities Organizing For Change, Aldon D. Morris, ISBN 0-02-922130-7
- Eyes on The Prize, America's Civil Rights Years 1954-1965, Juan Williams, ISBN 0-14-009653-1
- Eyes on The Prize Civil Rights Reader, documents, speeches, and first hand accounts from the black freedom struggle, Ed. Clayborne Carson, David J. Garrow, Gerabld Gill, Vincent Harding, Darlene Clark Hine, pag. 45 - 60, ISBN 0-14-015403-5